# Seleção de Gibraltar de Basquetebol
A Seleção de Gibraltar de Basquetebol é a equipe que representa Gibraltar em competições internacionais da modalidade.